# Serenade für Flöte, Violine und Bratsche (Beethoven)

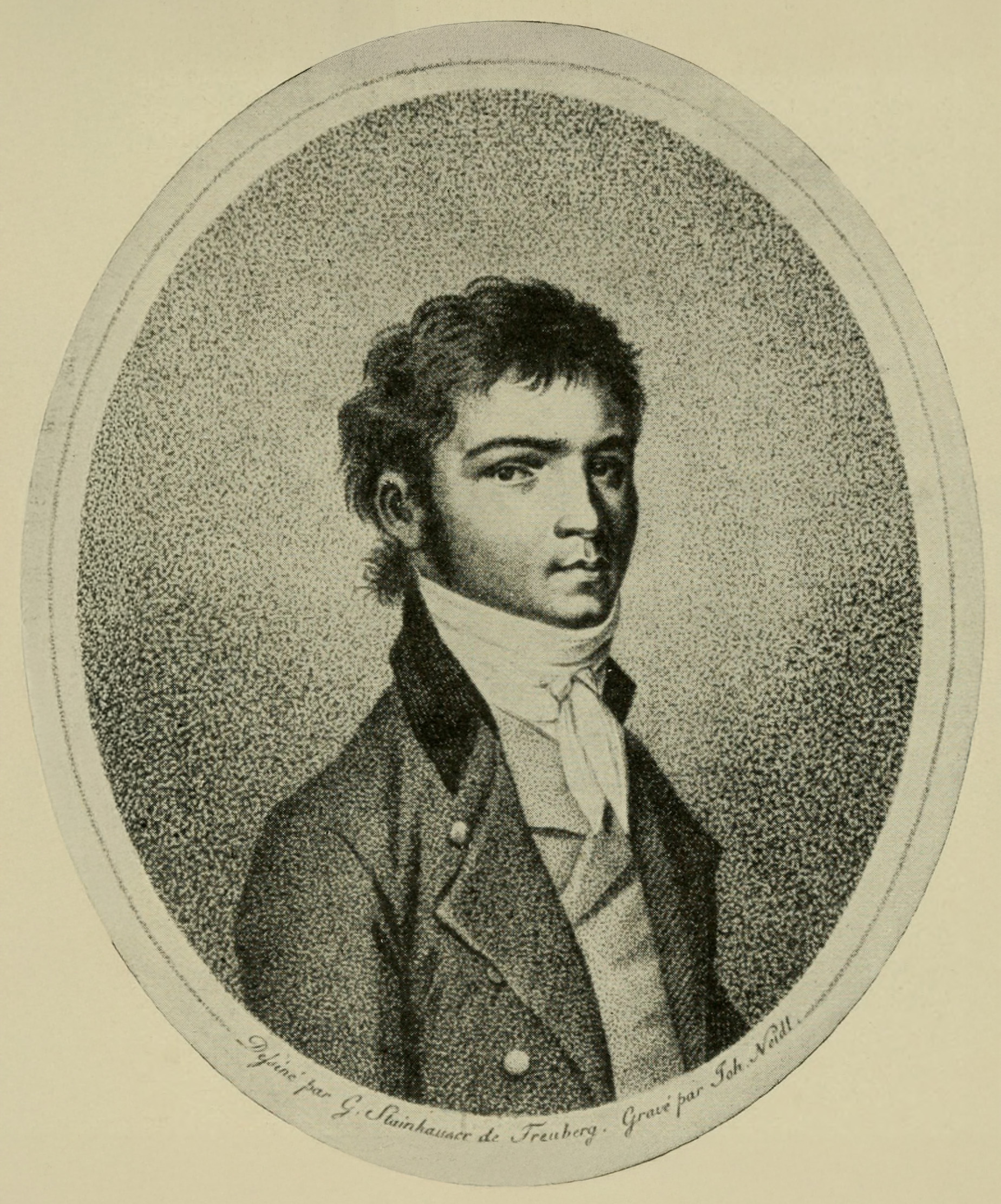
Ludwig van Beethoven, 1796

Die Serenade für Flöte, Violine und Bratsche D-Dur op. 25 von Ludwig van Beethoven (1770–1827) ist spätestens 1801 entstanden.

## Entstehung, Druck und Arrangement als op. 41
Häufig wird das Jahr 1801 als Entstehungsjahr der Serenade op. 25 genannt, stilistische Merkmale legen allerdings die Möglichkeit nahe, dass zumindest Entwürfe auf Beethovens Bonner Zeit zurückgehen und erst später in Wien zur heute bekannten Fassung ausgearbeitet wurden. 1801 bot Beethoven die Serenade dem Verleger Giovanni Cappi an, der das Werk Anfang 1802 druckte. Entstehungsanlass und Uraufführungsdatum sind unbekannt.
Im Dezember 1803 erschien im Verlag Hoffmeister & Kühnel in Leipzig ein Arrangement der Serenade für Flöte bzw. Violine und Klavier, wahrscheinlich von Franz Xaver Kleinheinz stammend, der auch andere Werke Beethovens für Klavier und Begleitinstrumente arrangierte. Diese Version wurde durch Beethoven ausdrücklich autorisiert. An den Verleger Hoffmeister und Kühnel schrieb er (Brief vom 22. Juli 1803): "Die Übersetzungen [der Serenaden op. 8 und op. 25] sind nicht von mir, doch sie sind von mir durchgesehen und ganz verbessert worden [...]". Dass dieser sie als eigenständiges Werk betrachtete – neben Stimmverlagerungen, Akkordfüllungen und Anpassungen bei Dynamik und Artikulation wurden im 3. Satz auch zwei Takte eingeschoben – wird durch die eigene Opuszahl 41 für dieses Arrangement belegt.

## Besetzung, Spieldauer und Charakterisierung
Beethovens Serenade in D-Dur op. 25 hat eine unübliche und kleine Besetzung, bestehend aus Flöte, Violine und Viola, verzichtet also auf eine eigentliche Bassstimme (Max Reger schuf gut 100 Jahre später mit op. 77a und 141a zwei Serenaden in gleicher Besetzung).
Die Spieldauer der Serenade liegt zwischen etwa gut 20 bis 25 Minuten. Sie orientiert sich an dem Muster von Mozarts großen Serenaden. Diese haben schnelle Ecksätze, deren erster gern einen Marschcharakter aufweist, wenigstens einen langsamen Satz sowie zwei oder mehr Menuette (bei Beethoven stehen dafür ein Menuett und zwei scherzoartige Sätze). Das Werk ist sechssätzig:
1. Entrata. Allegro
2. Tempo ordinario d‘un Menuetto
3. Allegro molto
4. Andante con Variazioni
5. Allegro scherzando e vivace
6. Adagio – Allegro vivace e disinvolto – Presto

Das einleitende Allegro ist mit „Entrata“ („Einzug“) betitelt und marschartig, wobei die einleitende Flöte ein Horn zu imitieren scheint.
Es folgt ein Menuett mit zwei Trios, das erste nur für Violine und Viola, das zweite mit solistischer Flöte über mandolinenartiger Begleitung der Streichinstrumente.
Das folgende Allegro molto in d-Moll und 3/8-Takt stellt quasi das erste Scherzo der Serenade dar. Der Scherzando-Charakter wird im Mittelteil beibehalten und durch den unerwarteten Moll-Dur-Kontrast unterstrichen.
Der vierte Satz besteht aus einem Thema und drei Variationen mit Coda in G-Dur. Das Thema wird von den Streichern mit Doppelgriffen vorgestellt, die zusammen einen vierstimmigen Satz ausführen. Zu diesem tritt in den Repetitionen die oktavierende Flöte hinzu. Die Variationen lassen jeweils ein Instrument solistisch agieren.
Das folgende Allegro scherzando in D-Dur bildet das zweite Scherzo. Der Mittelteil unterscheidet sich jetzt im Charakter deutlich vom Hauptteil und bildet mit diesem einen Dur-Moll-Kontrast.
Kürzester Abschnitt der Serenade ist ein Adagio in D-Dur, dessen Schluss auf einem Dominantseptakkord es als langsame Einleitung des Finales kennzeichnet. Dieses, mit Allegro vivace e disinvolto (etwa „ungezwungen“ oder „leger“) bezeichnet, bildet ein Rondo der Struktur A-B-A-C-A-B-A mit abschließender Presto-Coda. Das Hauptthema ist durch einen Rhythmus aus Sechzehnteln und punktierten Achteln charakterisiert.